# Calopteron
Calopteron es un género de escarabajos de la familia Lycidae. Hay alrededor de 13 especies descritas en Calopteron.

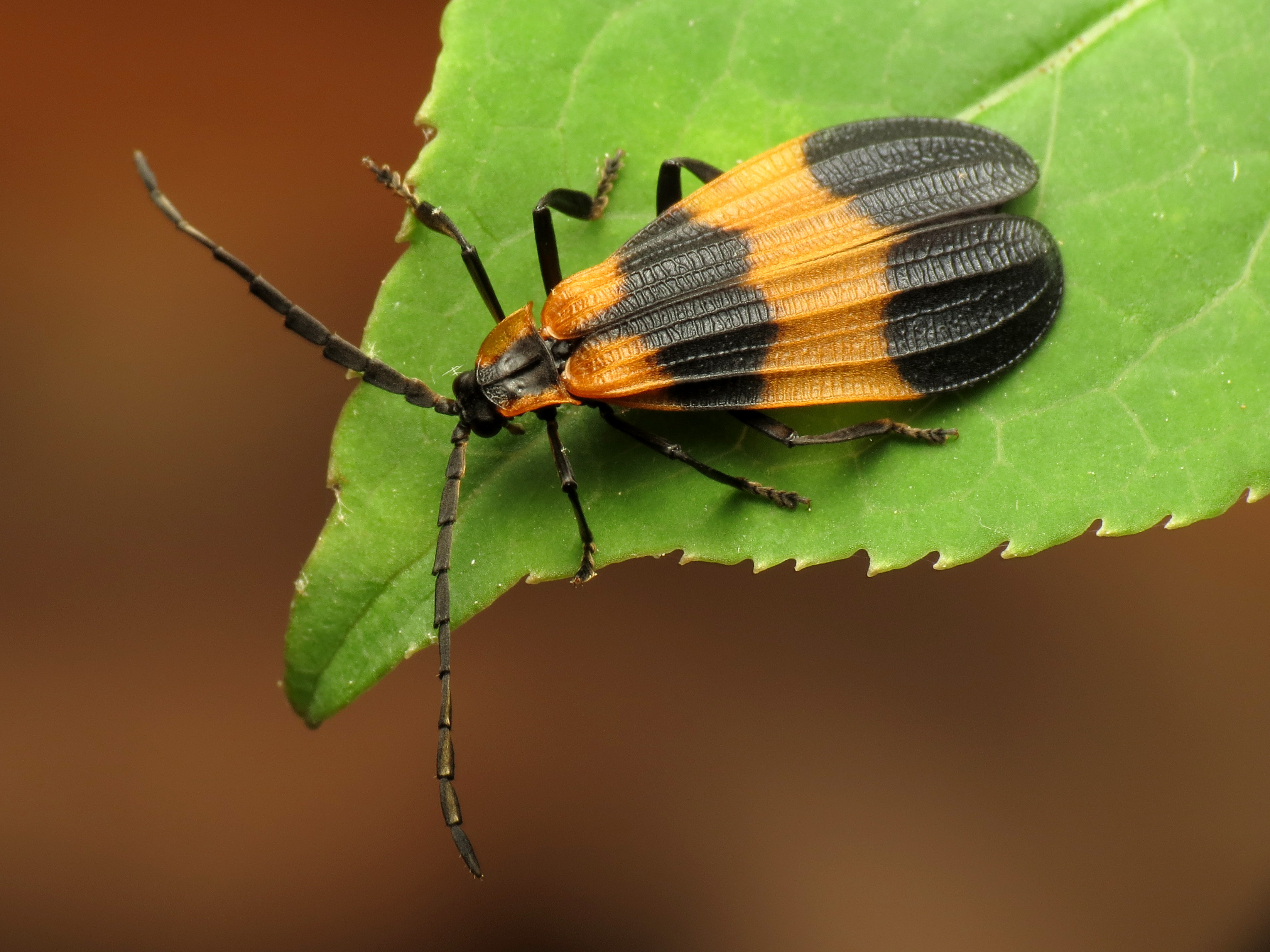
Calopteron reticulatum

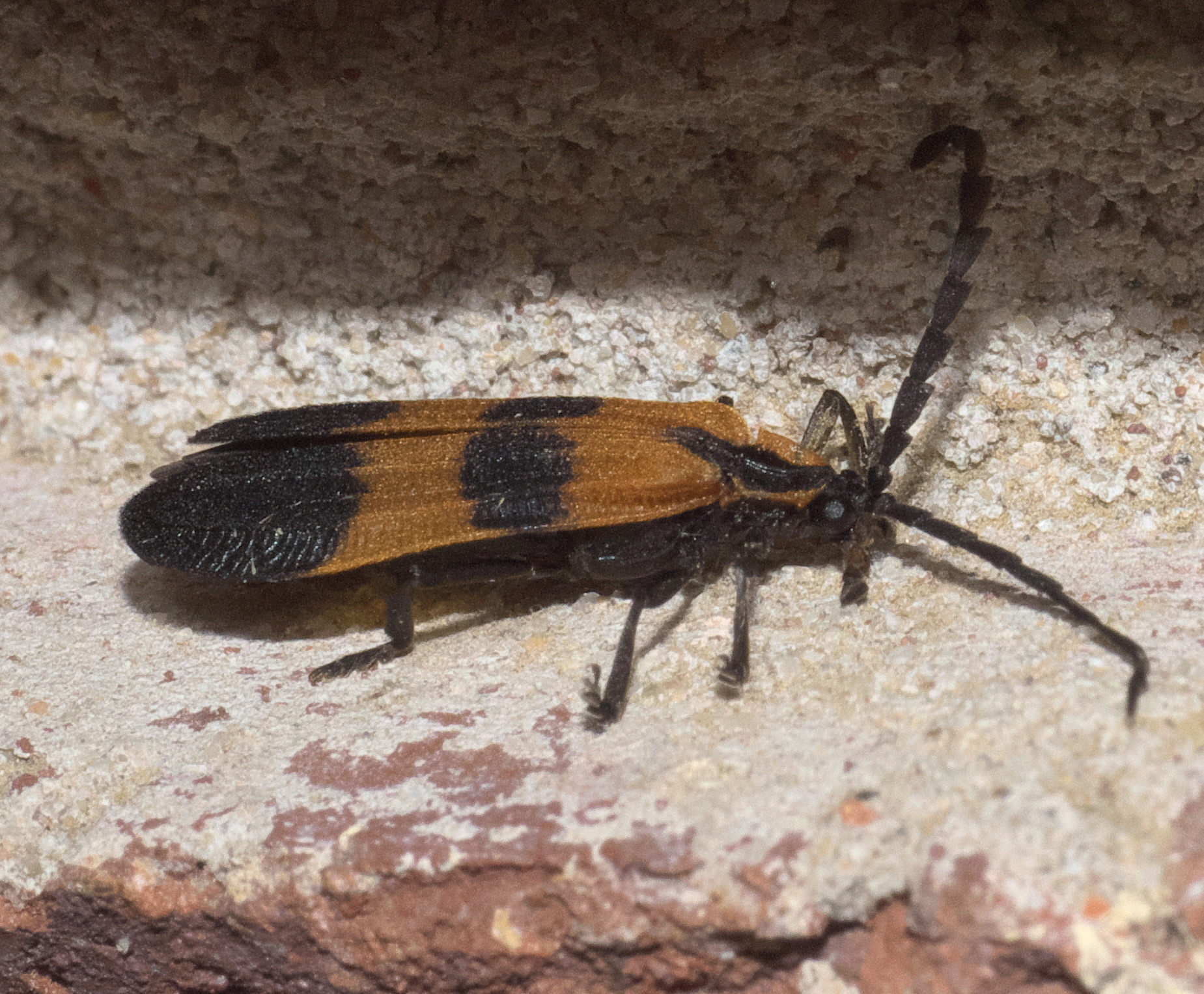

Miden de 9-18 mm. Se encuentran en el Nuevo Mundo. Tienen compuestos tóxicos y colores aposemáticos para ahuyentar a los depredadores. Se los suele encontrar en flores y vegetación, preferentemente cerca de agua. Son activos a fines de la primavera y en el verano. Algunas especies de polillas son mímicos de esta coloración (Lycomorpha pholus, Pyromorpha dimidiata).

## Ciclo de vida
Se desconoce detalles de la etapa de huevo y el lugar de oviposición de las especies de Calopteron. Las larvas de Calopteron viven en troncos podridos, debajo de la corteza suelta o, con menos frecuencia, en el suelo o en la hojarasca. Las larvas de estos lícidos son depredadoras o bien se alimentan de mixomicetos, hongos o jugos de plantas fermentadas. Las larvas adultas de las especies de Calopteron se agregan antes de la pupa.

## Especies
- Calopteron anxium Bourgeois, 1879
- Calopteron cyanipenne Pic, 1922
- Calopteron discrepans (Newman, 1838)
- Calopteron leovazquezae Zaragoza-Caballero, 1996
- Calopteron megalopteron LeConte, 1861
- Calopteron quadraticollle Taschenberg, 1874
- Calopteron reticulatum (Fabricius, 1775)
- Calopteron scenicum Bourgeois, 1889
- Calopteron serratum (L., 1758)
- Calopteron terminale (Say, 1823)
- Calopteron terminatum Latreille, 1833
- Calopteron tricolor Olivier, 1790
- Calopteron tropicum (L., 1764)